# Vasco Peres de Camones
Vasco Peres de Camones, también como de Cámaras, en portugués: Vasco Pires de Camões, (¿Camos?, c. 1330 - ¿?) fue un poeta y noble gallego de la Edad Media, mencionado en la crónica de Juan I de Portugal de Fernão Lopes.
Uno de sus descendientes fue el poeta portugués Luis de Camoens.

## Vida
Es probable que fuera originario de Camos, tal como indica el apellido. El lugar de Camos también es llamado en algunos documentos como Camones y Camunes, lo que en portugués dio Camões.
Fue partidario del rey Pedro I de Castilla contra su hermano Enrique II, y, por ese motivo, pasó a Portugal en tiempos del rey Fernando I de Portugal, del cual también fue partidario cuando Fernando I ocupó Galicia en su pretensión sobre la Corona de Castilla contra Enrique II. En consecuencia, perdió sus posesiones y una torre feudal en el señorío de Bayona, específicamente en Santa Eulalia de Camos, en donde sus antepasados están documentados desde 1228.
El rey Fernando le entregó en el reino de Portugal, por sus servicios, las castellanías de Alenquer y Portalegre, las villas de Sardoal, Punhete, Calvo, Amêndoa y el concejo de Gestaçô, y las fincas y tierras agrícolas que la infanta Beatriz o Brites, hermana suya, tenía en Estremoz, lo que le convirtió en uno de los primeros nobles de su Consejo, aunque más tarde lo perdería todo.
Vasco Peres de Camoens fue partidario de Beatriz de Portugal y Castilla en época de Juan I de Portugal; fue tomado preso en la batalla de Aljubarrota, por lo que perdió las tierras que tenía en el Reino de Portugal, qudándole únicamente las tierras que tenía en Estremoz y otros bienes que tenía en Alenquer y Lisboa.
Peres de Camoens es mencionado en los «Cuadernos de las Cortes de Madrid» de 1391 y en la «Carta-Proemio» del Marqués de Santillana al condestable de Portugal en 1449:

Acuérdome, señor muy magnífico, siendo yo en edad no provecta, mas asaz pequeño mozo en poder de mi abuela doña Mencía de Cisneros, entre otros libros haber visto un gran volumen de cantigas, serranas y decires portugueses y gallegos, de los cuales toda la mayor parte era del rey don Dionís de Portugal, creo, señor, sea vuestro bisabuelo, cuyas obras aquellos las leían, loaban de invenciones sutiles y de graciosas y dulces palabras. Había otras de Joan Suares de Pavía, el cual se dice haber muerto en Galicia por amores de una infanta de Portugal; y de otro Fernand Gonzales de Senabria. Después de ellos vinieron Vasco Peres de Camões, y Fernand Casquicio y aquel grande enamorado Macías, del cual no se hallan sino cuatro canciones, pero ciertamente amorosas y de muy hermosas sentencias, conviene a saber Cativo de miña tristura, Amor cruel e brioso, Señora, en quien fiança y Provei de buscar mesura.
[versión modernizada por Ángel Gómez Moreno y Maxim P. A. M. Kerkhof]